# Ulmer Reichswehrprozess
Als Ulmer Reichswehrprozess bezeichnen Historiker ein Gerichtsverfahren vor dem Reichsgericht in Leipzig gegen die Offiziere der Reichswehr Leutnant Richard Scheringer, Leutnant Hanns Ludin und Oberleutnant Hans Friedrich Wendt – alle Angehörige des 5. Artillerie-Regiments in Ulm – vom 23. September bis zum 4. Oktober 1930.
Den Soldaten wurde vorgeworfen, mit der NSDAP konspiriert und durch die Verteilung von Flugblättern zu einer nationalen Volkserhebung im Sinn der NSDAP aufgerufen zu haben.
Die Anklage lautete „Vorbereitung zum Hochverrat“ und stützte sich dabei auch auf ein Memorandum des Reichsinnenministeriums vom 5. September 1930, in dem die Nationalsozialisten als Hochverräter bezeichnet wurden. Ein Kernpunkt des Verfahrens war deshalb die Frage, ob die NSDAP der Verfassung der Weimarer Republik feindlich gegenüberstand. In diesem Zusammenhang wurde Adolf Hitler, der Führer der Partei, als Zeuge gehört.
Hitler nutzte die Öffentlichkeit des Prozesses mit Unterstützung seines Rechtsbeistandes Hans Frank zu Propagandazwecken und legte am 25. September 1930 den sogenannten Legalitätseid ab. Auf die Frage des Vorsitzenden Richters Alexander Baumgarten „Wie denken Sie sich die Errichtung des Dritten Reiches?“ antwortete Hitler: „Die Verfassung schreibt nur den Boden des Kampfes vor, nicht aber das Ziel. Wir treten in die gesetzlichen Körperschaften ein und werden auf diese Weise unsere Partei zum ausschlaggebenden Faktor machen. Wir werden dann allerdings, wenn wir die verfassungsmäßigen Rechte besitzen, den Staat in die Form gießen, die wir als die richtige ansehen.“ Auf die Nachfrage von Baumgarten „Also nur auf verfassungsmäßigem Wege?“ entgegnete Hitler „Jawohl“. Gleichwohl kündigte Hitler in seiner Aussage an, dass nach dem Machtantritt der Nationalsozialisten das „Novemberverbrechen von 1918 seine Sühne finden“ und „Köpfe in den Sand rollen“ würden.
Der Strafrechtler Christoph Safferling und der Historiker Friedrich Kießling betonen, dass auch nach damals geltendem Recht der Anklagevertreter und stellvertretende Oberreichsanwalt Nagel hätte einschreiten und ein Strafverfahren gegen Adolf Hitler in Gang setzen müssen, weil dessen Ankündigung den Tatbestand der Vorbereitung eines hochverräterischen Unternehmens nach § 86 Reichsstrafgesetzbuch bedeutete. Die stattdessen erfolgte Duldung der Ankündigung konnte als „Tolerierung, ja Legitimierung“ des NSDAP-Programms angesehen werden. Eine danach von der preußischen Staatsregierung angestrebte Anklageerhebung wegen der Ausführungen Hitlers in diesem Prozess verschleppte Nagels Dienstvorgesetzter Oberreichsanwalt Karl August Werner vorsätzlich, so dass es zu keinem späteren Gerichtsverfahren mehr kam.
Das Gericht verurteilte die drei Angeklagten zu 18 Monaten Festungshaft.